# Università statale di New York
La State University of New York  (Università statale di New York, acronimo SUNY) è un insieme di atenei pubblici dello Stato di New York, negli Stati Uniti.
Fondata nel 1948, si tratta del più grande raggruppamento universitario del Paese, con 64 sedi (la maggior parte nello Stato di New York ma qualcuna in altri stati degli USA), in grado di accogliere oltre 414 000 studenti e più di 1,1 milioni di adulti (in quest'ultimo caso per la cosiddetta educazione permanente).

## Sedi principali

### Università
- Stony Brook University
- Albany University
- Binghamton University
- Buffalo University

### College abilitati al dottorato
- State University of New York College of Optometry
- SUNY College of Environmental Science and Forestry
- SUNY Downstate Medical Center
- Upstate Medical University
- SUNY Polytechnic Institute
- Statutory College at Alfred University
- College of Agriculture and Life Sciences
- College of Veterinary Medicine
- School of Industrial and Labor Relations

### Altri college
- State University of New York New Paltz
- State University of New York Purchase
- State University of New York Geneseo
- State University of New York Oswego
- State University of New York Potsdam
- State University of New York Cortland
- State University of New York Oneonta
- State University of New York Fredonia
- State University of New York Plattsburgh
- State University of New York Brockport
- State University of New York Old Westbury
- Buffalo State College
- Empire State College
- Nassau Community College